# Сизый канюк
Сизый канюк (лат. Buteo nitidus) — вид хищных птиц из семейства ястребиных. Иногда его помещают в род Asturina и называют, соответственно, Asturina nitida. Выделяют три подвида.

## Распространение
Ареал простирается от Сальвадора до Аргентины. В частности, эти птицы обитают на карибском острове Тринидад.

## Описание
Длина тела составляет 38—46 см, размах крыльев 75–94 см, самцы весят от 350 до 497 г, а самки — от 320 до 592 г. У взрослой особи бледно-серое тело, чёрный хвост с тремя белыми полосами и оранжевые ноги. Он имеет мелкие белые полоски на верхней части тела. У неполовозрелых птиц темно-коричневая верхняя часть тела, бледно-полосатый коричневый хвост, белая пятнистая нижняя часть тела и коричневые полосы на голове и шее. Этот вид довольно короткокрылый и обладает быстрым проворным полётом.

## Рацион
Питается в основном ящерицами и змеями, но также питается млекопитающими, птицами и лягушками. Обычно он сидит на открытом высоком насесте, с которого нападает на свою добычу, но также охотится с низкого скольжения.

## Размножение
Гнездо из прутьев строят высоко на дереве. В кладке 1—3 (обычно два) яйца от белого до бледно-голубого цвета. Птенцам требуется около 6 недель, чтобы опериться.